# Jō
Jō (jap. 杖 jō) – kij drewniany o przekroju koła, wykorzystywany w kilku tradycyjnych oraz współczesnych sztukach walki, jak np.: jōdō, jōjutsu czy aikido (w formie aikijō).

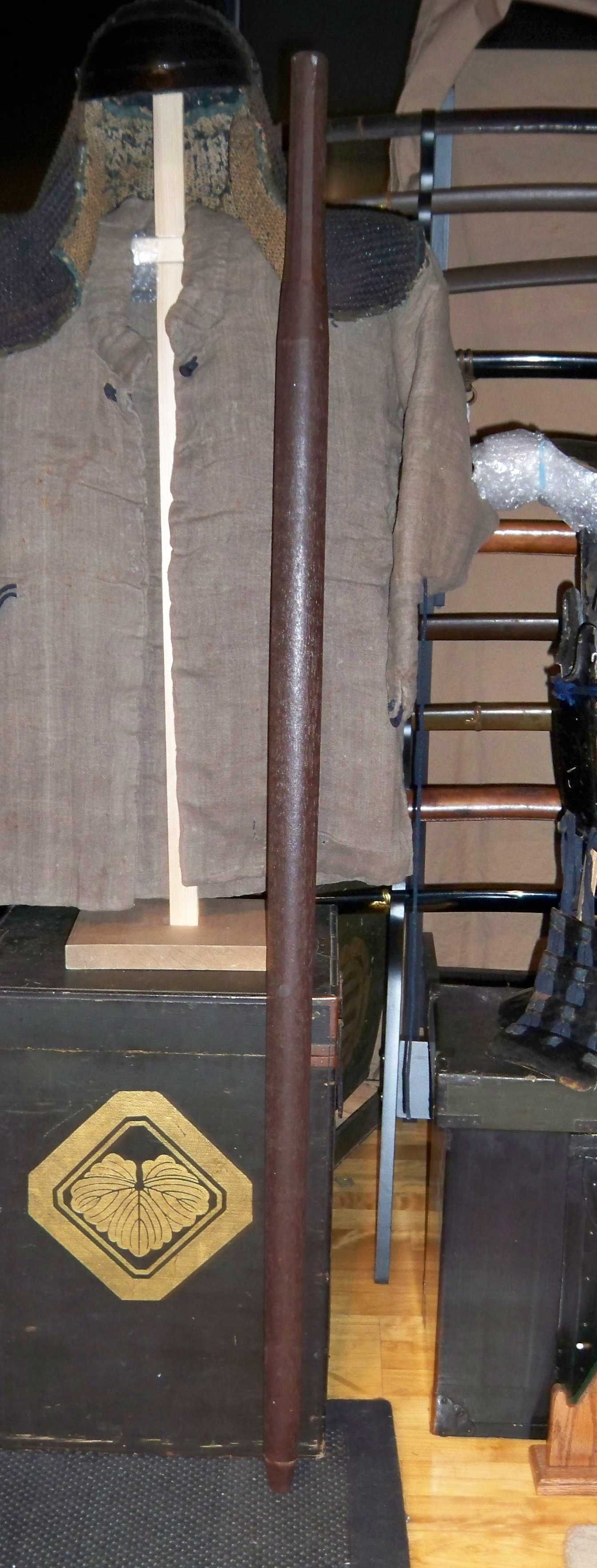
Japońskie jō o długości 142 cm

Według legendy, żyjący w XVI w. Gonnosuke Musō, mistrz sztuki walki, pokonany w pojedynku przez szermierza wszech czasów Musashiego Miyamoto, udał się do świątyni Homangu Kamado Shintō na górze Homan (obecna prefektura Fukuoka), gdzie 37 dni medytował nad przyczyną porażki. W końcu doznał „oświecenia”, w którym boska istota przekazała mu nową metodę uderzania. Na podstawie tej wizji opracował metodę posługiwania się kijem dłuższym niż miecz lecz krótszym niż kij bō. Takie połączenie zawarło w sobie zalety obu tych broni.

Istnieją, pozostające przedmiotem dyskusji, przekazy wskazujące, że Gonnosuke wygrał swoją rewanżową walkę z Musashim Miyamoto. Gonnosuke Musō po walce założył szkołę sztuk walki, do tej pory istniejącą i skupiającą się na jōjutsu, Shintō Musō-ryū.
Oryginalne wymiary jō to:
- średnica: 8 bu (ok. 2,42 cm)
- długość: 4 shaku, 2 sun i 1 bu (ok. 127,6 cm)